# Stjärntorp (naturreservat)
Stjärntorp är ett naturreservat i Norrköpings kommun i Östergötlands län.
Området är naturskyddat sedan 2017 och är 13 hektar stort. Reservatet omfattar en höjd norr om Stjärntorp och består av gammal barrskog med tallskog på höjderna och mer gran i sänkorna. På grund av angrepp från granbarkborre så beslöt Länsstyrelsen att ta ner den skog (gamla grannar) som de en gång skapade reservatet för. Kvar finns nu ett plock-i-pinn med avbarkade avhuggna granar och 3 meters-stubbar. 